# IC 1664
IC 1664 — галактика типу *2 (подвійна зірка) у сузір'ї Тукан.
Цей об'єкт міститься в оригінальній редакції індексного каталогу.